# Сомин
Со́мин — село в Україні, у Луківській селищній громаді Ковельського району Волинської області. Населення становить 252 осіб. У 2013 році виповнюється 725 років від часу про першу літописну згадку про село Сомин Турійського району (1288 р.).

## Історія
Село Сомин входить до Турійського району Волинської області, центр однойменної сільської ради. Знаходиться в 2 км від міжнародної автомагістралі Варшава — Київ, в 4 км від залізничної станції Мацеїв і в 20 км від районного центру Турійськ. В адміністративному підпорядкуванні сільської ради перебуває с. Відути. Поблизу с. Сомин знаходиться однойменне озеро Сомин, глибина понад 56 м. Воно карстового походження — це найбільше озеро на території Турійського району [10, с. 67-68]. Дослідниця А. П. Корепанова пов'язує назву з незасвідченим антропонімом * Сом (а) + -ин у присвійній функції, а на думку В. П. Шульгача, сучасне Сомин є вторинною формою, фонетично наближеною до особового імені Сом [8, с. 129].
Населений пункт вперше згадується під 1288 р. у заповіті галицько-волинського князя Володимира Васильковича. Князь заповідає його своїй дружині княгині Ользі Андрівні [4, с. 439]. Вдруге відомості про село «Сомино» знаходимо в грамоті Великого князя литовського Олександра, яка датується 1499 р. Документ повідомляє про те, що Івашко Русин, за поданням володимирського намісника Василя Хребтовича, як дворянин, отримує від великого князя Ольгерда с. Сомине Володимирського повіту [5, с. 283]. У грамоті згадується і попередній власник Сомина — Козарина і його брат Тишка, які були вбиті жителями села [9, с. 387].
У 1540 р. Лев Боговитин отримав локаційно-магдебурзький привілей на осадження містечка у с. Сомині. Однак документ не був втілений на практиці — село так і не стало містом [2, с. 37]. Ревізія володимирського замку 1545 р. повідомляє про те, що вже згадуваний Івашко Русин обміняв Сомин на маєток Ляшки, який на момент ревізії вже перебував у власності Станіслава Медведя Заліського [5, с. 283]. Село фігурує у описі кордонів Великого князівства Литовського і корони Польської 1546 р. У документі Сомин — прикордонне село, яке належало Литовському князівству [6, с. 182—184]. Варто зазначити, що у 1570 р. «пані Маціївська» платила з нього від 20 димів, 40 городників, 4 комірників і 1 млинського колеса. Сомин у 1577 і 1583 рр. належав князям Вишневецьким. Вони з нього сплачували від 5 димів і 2 городників [9, с. 388].
У 1629 р. дідичем сіл Відути (28 димів) та Сомин (42 дими) значилася Єва з Кашова Сапєжина [1, с. 84]. За часів Російської імперії, Сомин входив до Олеської волості Володимирського повіту. Наприкінці XIX ст. тут було 80 будинків і проживало 468 осіб. У селі була одна з найстаріших церков Волині та оліярня [9, с. 388]. В описі приходів і монастирів волинської єпархії К. В. Пєрєвєрзєва за 1914 р. знаходимо відомості про те, що у Сомині дерев'яна св. Преображенська церква побудована у 1880 р. Вона була маловмісною і потребувала ремонту, прихожан 1636 душ. До парафії с. Сомина були також приписані села Відути і Новосілки. В останньому знаходився будинок священика [7, с. 71 — 72]. Варто зазначити, що у державному архіві Волинської області зберігаються і метричні книги с. Новосілки за 1845—1864 рр. [3, с. 292]. Вони являють собою цікаве краєзнавче джерело.
Згідно з даними О. Цинкаловського, які можна віднести до 20 — 30-х рр. XX ст. церква с. Сомин та її інтер'єр є старими і убогими, а на дерев'яній дзвіниці було велике залізне дугоподібне било. Ґрунти убогі, піскуваті і маловрожайні, проте соминське озеро завжди було дуже рибне [9, с. 388]. Скоріш за все К. В. Пєрєвєрзєв та О. Цинкаловський описують одну й ту ж будівлю сільського храму. За словами краєзнавця З. П. Ярмолюка Новоапостолівська церква с. Сомин проіснувала до середини XX ст. Соснові бруси, що залишились після руйнування храму були використанні для будівництва сільського клубу. Церковний інвентар, який вцілів, було передано в Луківську і Хворостівську церкви.
У «Списку населених місць Волинської губернії» за 1906 р. зазначено, що в Сомині нараховувалось 77 будинків і проживало 514 жителів. Село зазнало значних руйнувань в роки Першої світової війни. У 1915 р. відповідно до центральних директив, російські козаки примушували селян евакуйовуватися у східні губернії, зокрема до району м. Пензи. Назад вони поверталися лише наприкінці 1918 р. Біженці, які поверталися додому були позбавлені засобів до існування. Часто їм доводилося найматися на роботу до своїх односельчан або до євреїв містечка Мацеїв. Під час війни в Сомині було зруйновано завод по виробництву спирту, який належав поміщику сусіднього села [10, с. 69].
Варто зазначити, що станом на 1 січня 1996 р. в селі налічувалось 97 будинків (103 господарства) і проживало 266 жителів. Таким чином у порівнянні з 1906 р. кількість населення с. Сомин зменшилась на 248 чоловік [10, с. 72]. Загалом, джерельна база з певними винятками дозволяє прослідкувати етапи історії села і сприятиме розвитку подальших досліджень.
До 23 грудня 2016 року село було центром Соминської сільської ради.
Після ліквідації Турійського району 19 липня 2020 року село увійшло до Ковельського району.

## Населення
Згідно з переписом УРСР 1989 року чисельність наявного населення села становила 266 осіб, з яких 128 чоловіків та 138 жінок.
За переписом населення України 2001 року в селі мешкали 252 особи.

### Мова
Розподіл населення за рідною мовою за даними перепису 2001 року:
| Мова       | Відсоток |
| ---------- | -------- |
| українська | 98,81 %  |
| російська  | 1,19 %   |